# Lüdinghausen

Lüdinghausen est une ville de Rhénanie-du-Nord-Westphalie (Allemagne), située dans l'arrondissement de Coesfeld, dans le district de Münster, dans le Landschaftsverband de Westphalie-Lippe.

## Histoire

### Évolution de la population
| - 1998 : 22 290 - 1999 : 22 469 - 2000 : 22 765 - 2001 : 23 227 | - 2002 : 23 504 - 2003 : 23 745 - 2004 : 23 945 - 2005 : 24 097 | - 2006 : 24 200 - 2007 : 24 200 - 2008 : 24 183 - 2009 : 24 196 | - 2010 : 24 195 - 2011 : 23 544 - 2012 : 23 569 - 2013 : 23 672 |

## Monuments

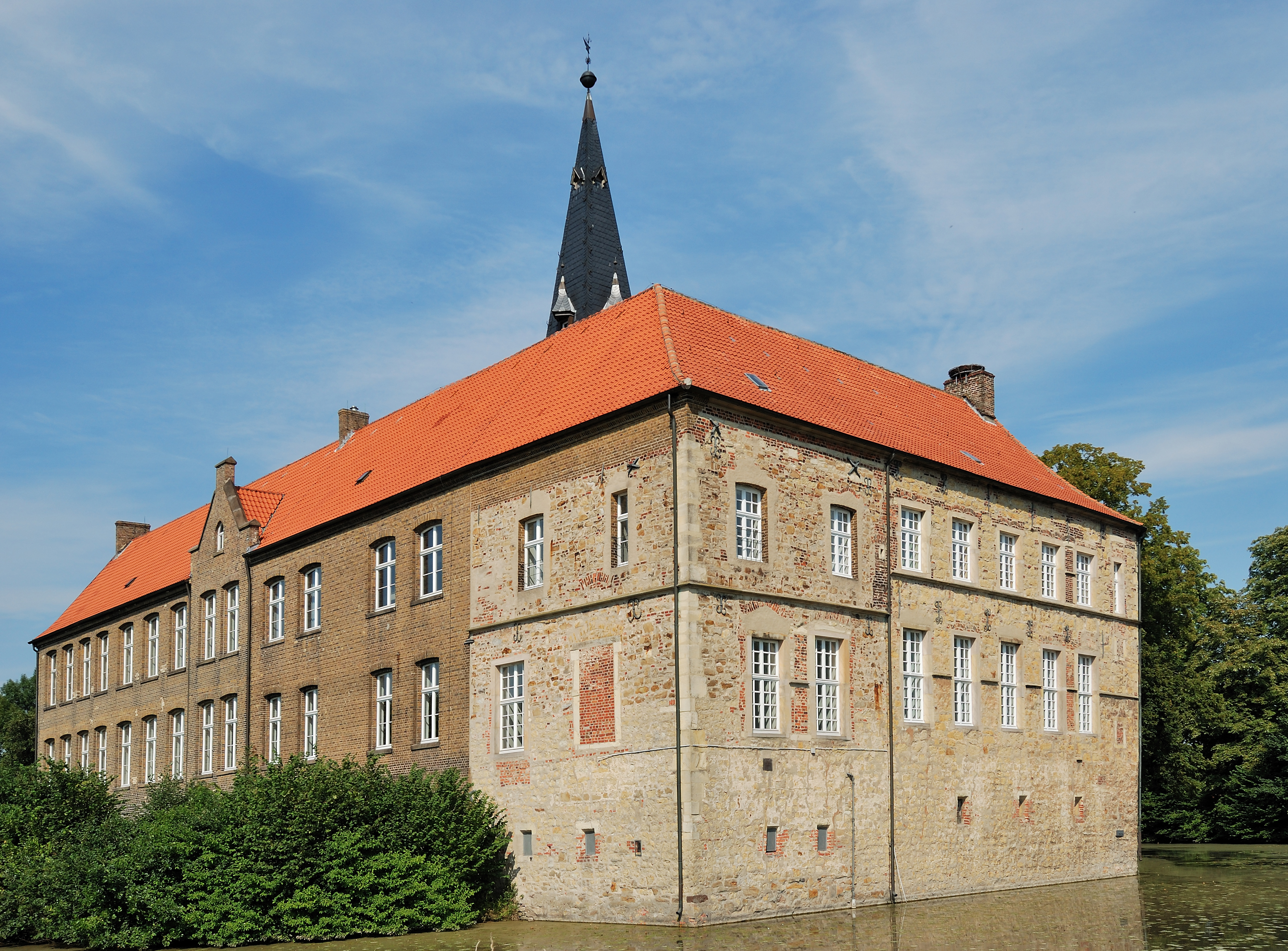
Wasserburg de Lüdinghausen
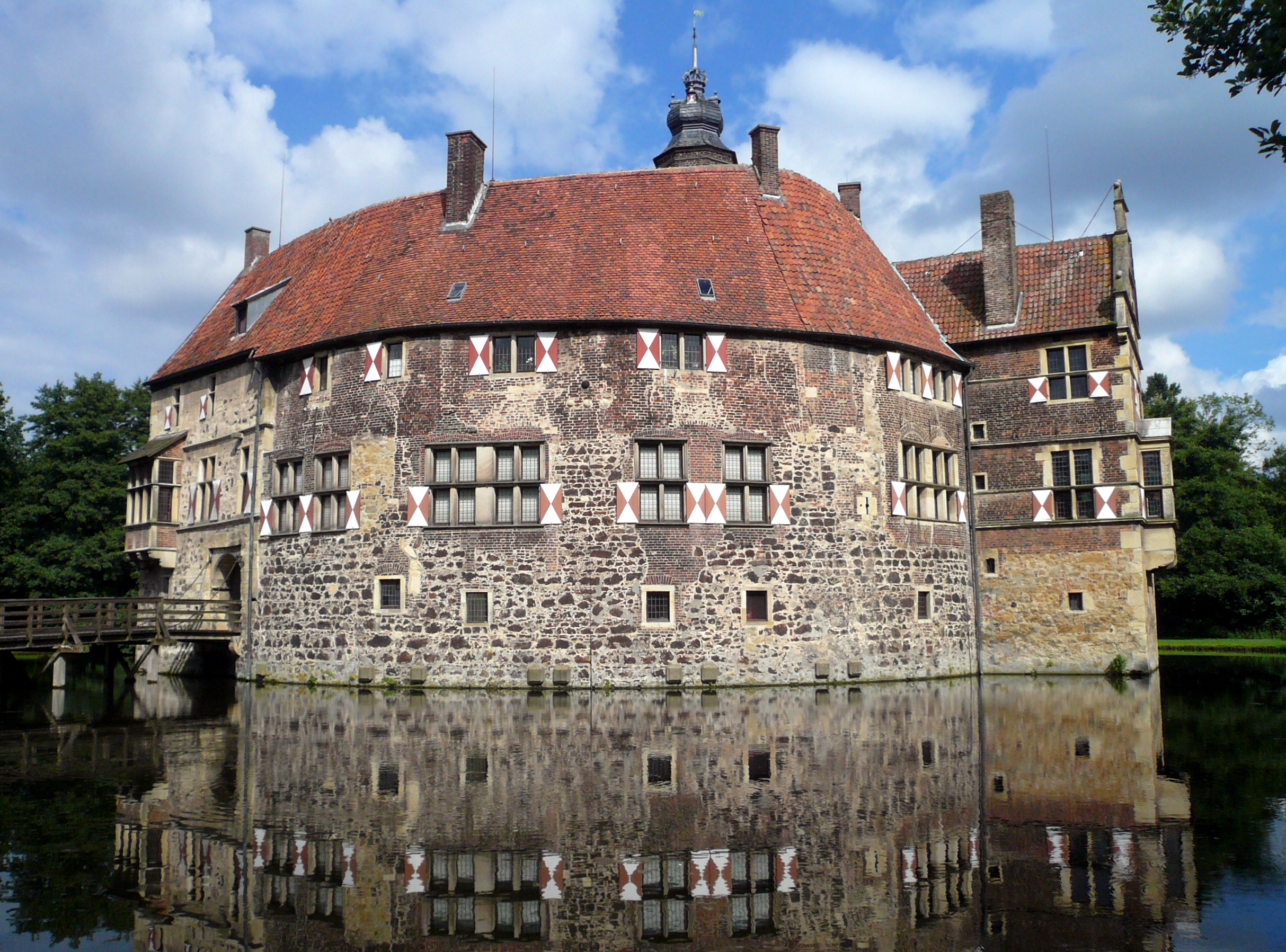
Le château de Vischering à Lüdinghausen
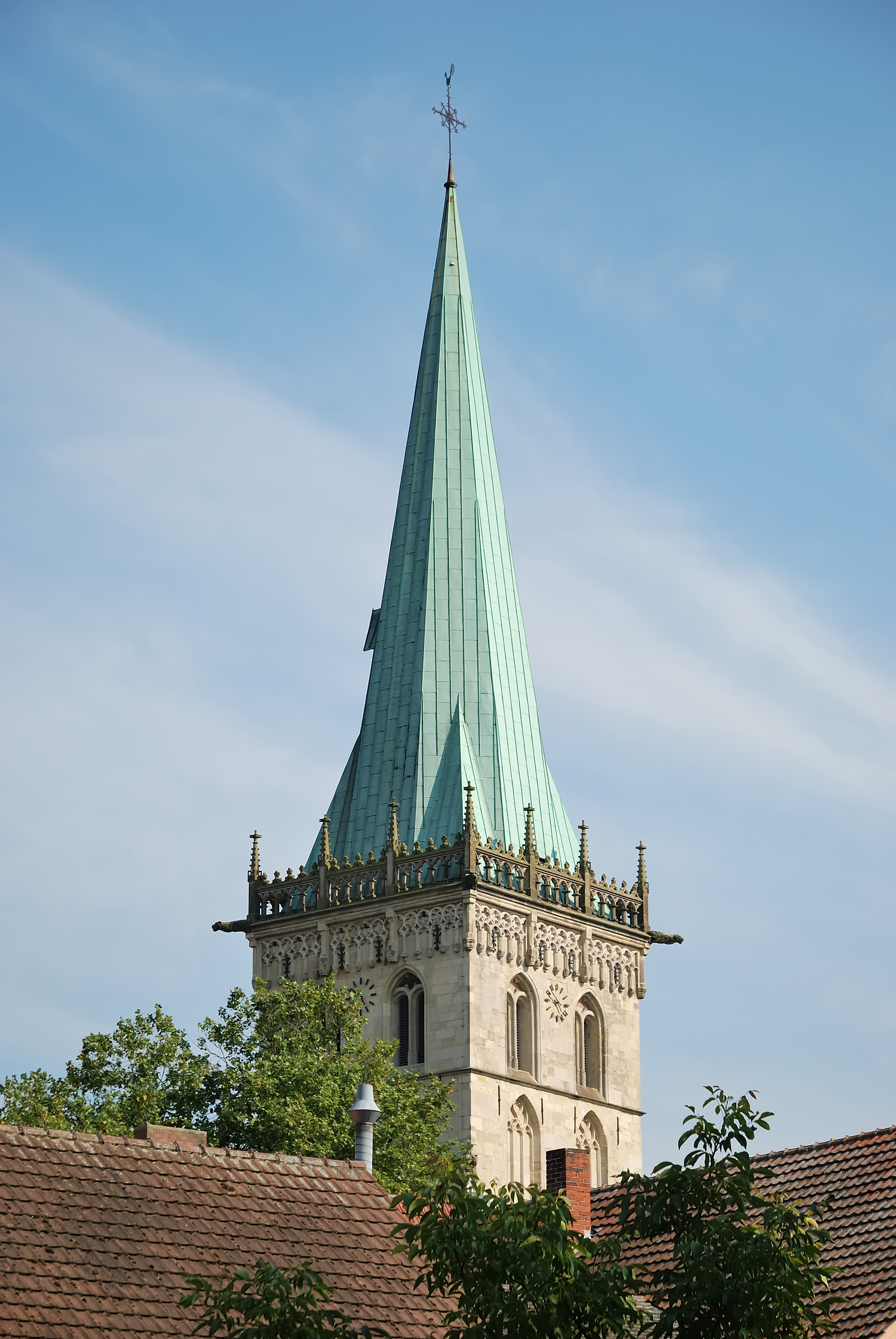
Le clocher de l'église Sainte Félicité
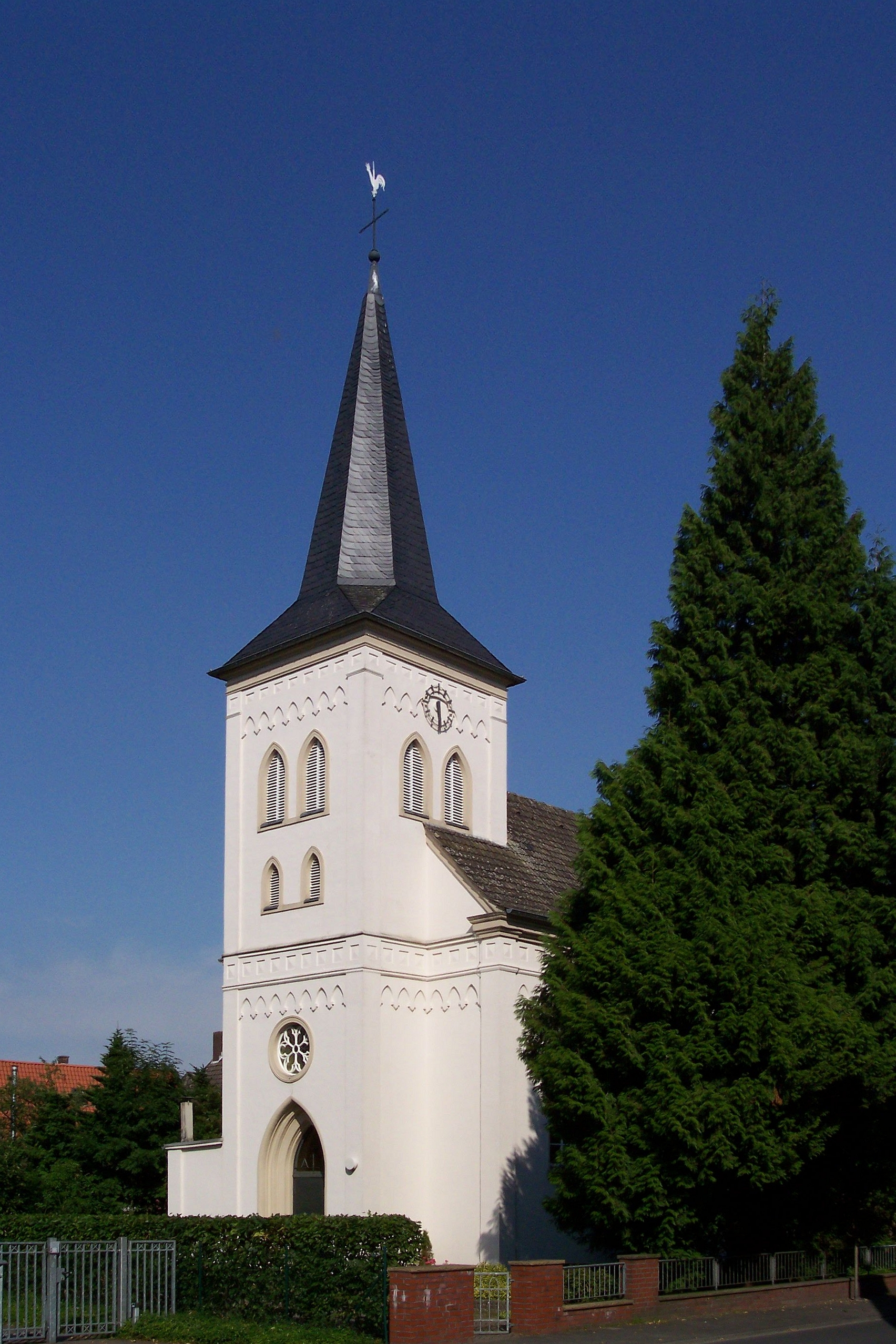
Le clocher de l'église évangélique
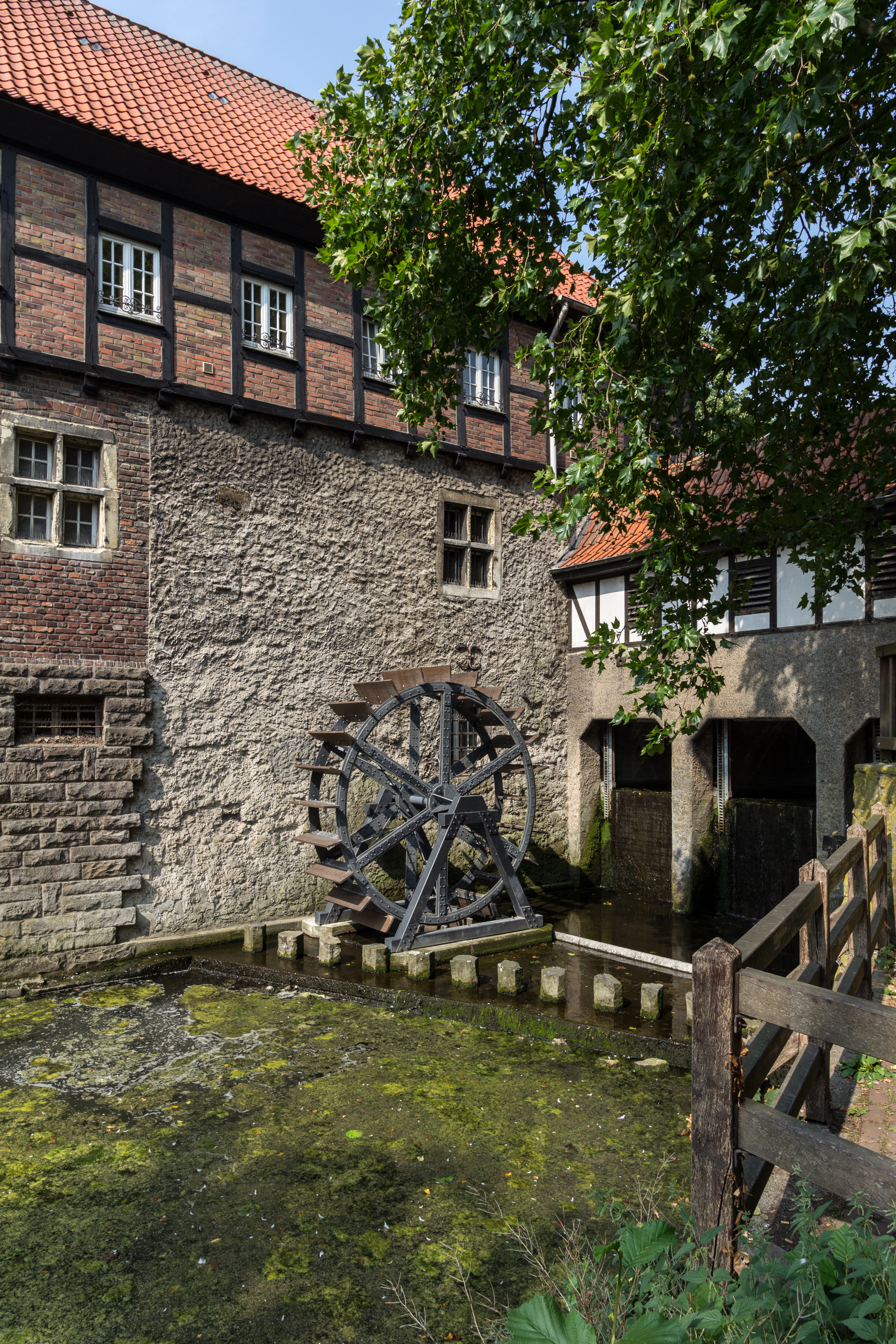
Le moulin à eau
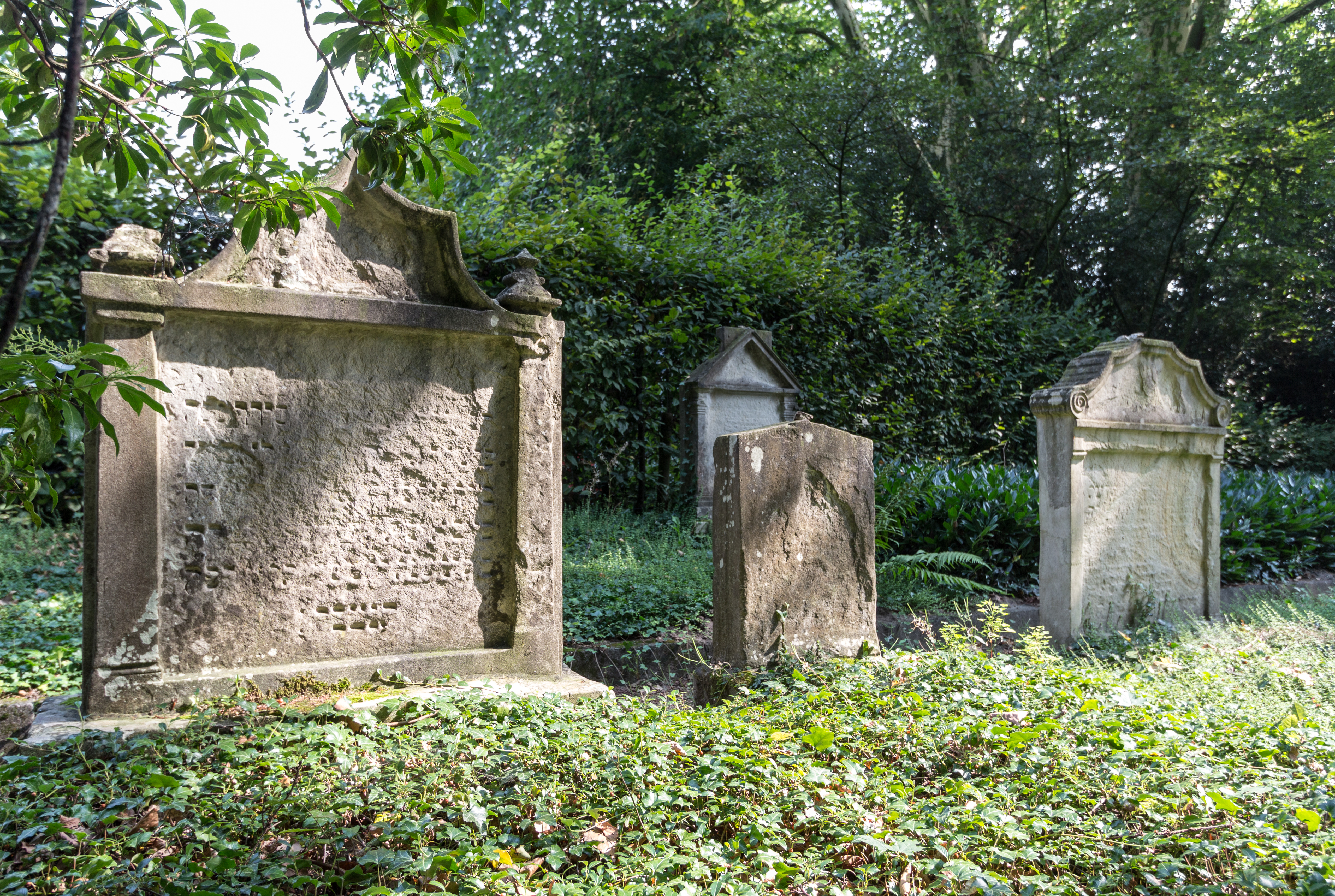
Le cimetière juif
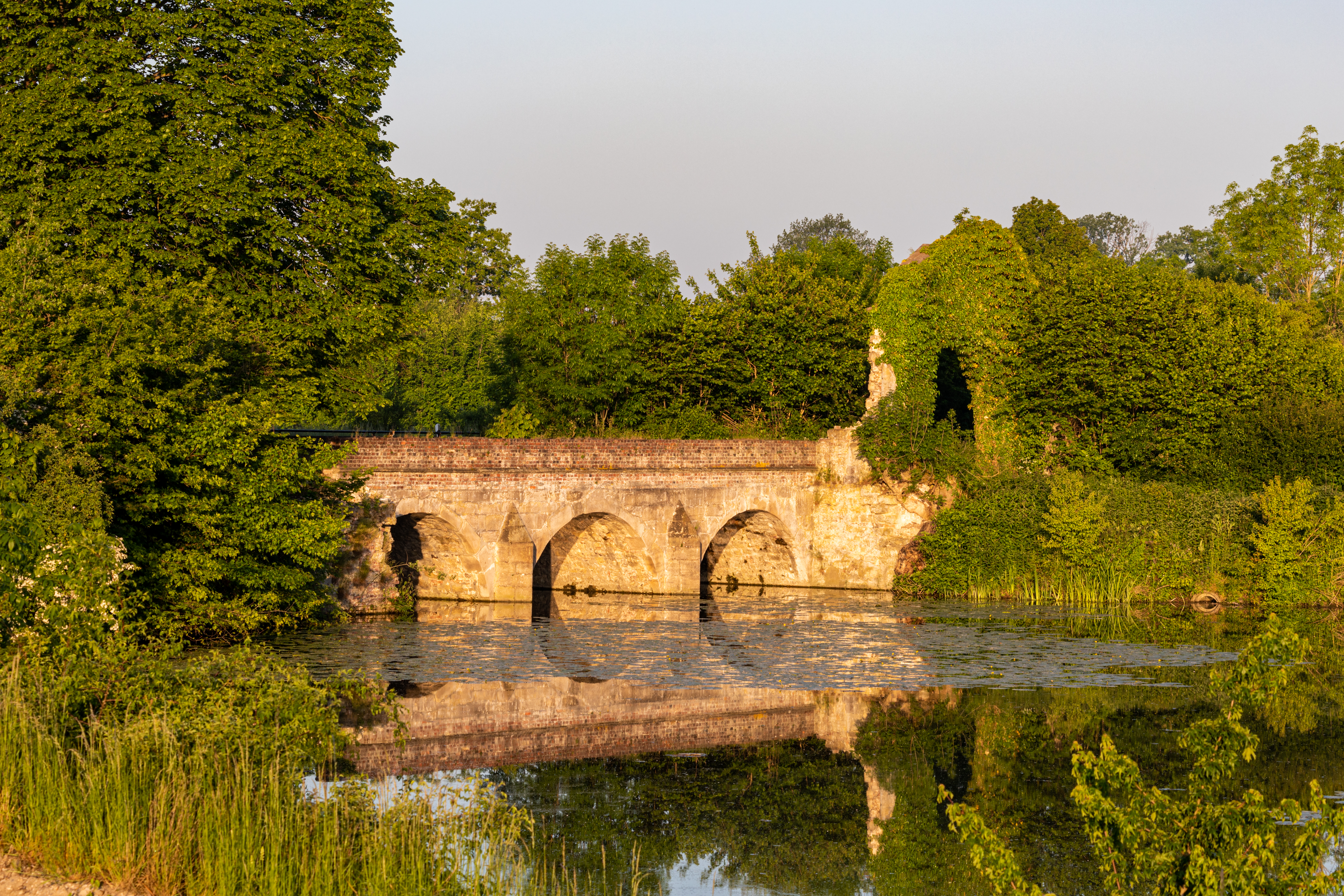
Un pont vers Burg Kakesbeck (de) à Lüdinghausen.

## Jumelages
| Ville | Ville   | Pays | Pays    | Période                     |
| ----- | ------- | ---- | ------- | --------------------------- |
|       | Nysa    |      | Pologne | depuis 1993                 |
|       | Taverny |      | France  | depuis le 15 septembre 1987 |